# Hubert Darsow
Hubert Darsow (* 2. Februar 1903 in Schlawe; † 1988 in München) war ein deutscher Jurist, Staatsanwalt und  Ministerialbeamter.

## Leben und Tätigkeit
Er war der Sohn eines Kaufmanns aus Pommern. Nach der Schulausbildung am Realgymnasium studierte er Rechtswissenschaften in Berlin, Erlangen und Greifswald. 1925 wurde er Referendar und später Assessor beim Oberlandesgericht Stettin. Im Dezember 1930 promovierte er an der Universität Greifswald. Das Thema seiner rechts- und staatswissenschaftlichen Dissertation lautete Das Rückforderungsrecht (Verfolgungsrecht) nach § 44 der Reichskonkursordnung, seine Rechtsnatur und Wirkungen.
1932 wechselte er zur Bank für deutsche Industrie-Obligationen in Stettin und Berlin. Nach der Machtergreifung der Nationalsozialisten trat er zum 1. Mai 1933 in die NSDAP (Mitgliedsnummer 2.652.623) und im September 1934 in die SA ein, nachdem er bereits vor 1933 der SS angehört hatte. Er war zunächst in der Reichsfinanzverwaltung Berlin und ab November 1934 dann im Reichsluftfahrtministerium tätig. Kurz vor Ende des Zweiten Weltkrieges erhielt er 1944 die Einberufung zum aktiven Wehrdienst in der Wehrmacht.
Von 1949 bis 1951 war Hubert Darsow Staatsanwalt in Krefeld und Wuppertal. Daraufhin trat er in den Dienst des Bundesministerium des Innern, wo er Hilfsreferent im Referat VI A 8 (Luftschutz, Grenzschutz, Technisches Hilfswerk) war. 1952 wechselte er als Referatsleiter an das Bundesministerium für Verteidigung, wo er für Gesetzgebung, internationale Vorschriften und Abkommen und ab 1957 für Öffentliches Luftrecht, Gesetzgebung und zuletzt ab 1964 für Luftrecht, Gesetzgebung zuständig war. 1968 trat er im Alter von 65 Jahren in den Ruhestand.

## Schriften (Auswahl)
- Das Rückforderungsrecht (Verfolgungsrecht) nach § 44 der Reichskonkursordnung, seine Rechtsnatur und Wirkungen. Stolp 1931.
- (mit anderen): Kommentar zum Luftschutzgesetz und den Durchführungsbestimmungen nebst den einschlägigen Erlassen, Dienstvorschriften und polizeilichen Bestimmungen. C. H. Beck, München 1938.
- Luftschutzgesetz und Durchführungsverordnungen in der Fassung vom 31. August 1943 nebst Ausführungsbestimmungen und den wichtigsten Erlassen. C. H. Beck, München 1943.